# Анджей Бунцоль
Анджей Бернард Бунцоль (пол. Andrzej Bernard Buncol, нар. 21 вересня 1959, Гливиці) — польський футболіст, що грав на позиції півзахисника.
Виступав, зокрема, за клуб «Баєр 04», а також національну збірну Польщі.
Володар Кубка УЄФА.

## Клубна кар'єра
У дорослому футболі дебютував 1976 року виступами за команду клубу «П'яст» (Глівіце), в якій провів три сезони. 
Згодом з 1979 по 1987 рік грав у складі команд клубів «Рух» (Хожув), «Легія» та «Гомбург».
Своєю грою за останню команду привернув увагу представників тренерського штабу клубу «Баєр 04», до складу якого приєднався 1987 року. Відіграв за команду з Леверкузена наступні п'ять сезонів своєї ігрової кар'єри. Більшість часу, проведеного у складі «Баєра», був основним гравцем команди. За цей час виборов титул володаря Кубка УЄФА.
Завершив професійну ігрову кар'єру у клубі «Фортуна» (Дюссельдорф), за команду якого виступав протягом 1992—1997 років.

## Виступи за збірну
У 1980 році дебютував в офіційних матчах у складі національної збірної Польщі. Протягом кар'єри у національній команді, яка тривала 7 років, провів у формі головної команди країни 51 матч, забивши 6 голів.
У складі збірної був учасником чемпіонату світу 1982 року в Іспанії, на якому команда здобула бронзові нагороди, чемпіонату світу 1986 року у Мексиці.

## Титули і досягнення
- Володар Кубка УЄФА (1):

«Баєр 04»: 1987-1988
- Бронзовий призер чемпіонату світу: 1982